# برج شیخ شبلی

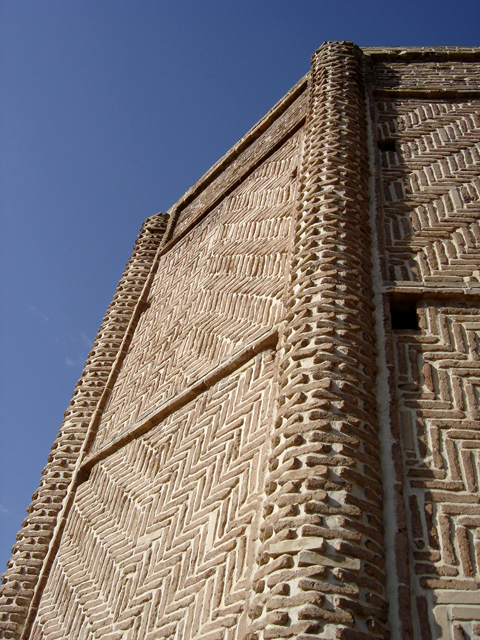
آجرکاری دوران سلجوقی بر روی برج شبلی.

برج شیخ شِبْلی از آثار قرون ۴ و ۵ هجری قمری در دوران سلجوقی است که در ارتفاعات مشرف به شهر دماوند واقع شده‌است. این اثر در تاریخ ۲۹ خرداد ۱۳۵۱ با شمارهٔ ثبت ۹۲۰ به‌عنوان یکی از آثار ملی ایران به ثبت رسیده است.
این برج ابتدا به صورت هشت ضلعی ساده ساخته شده‌ است و سپس در دوران بعدی آجرکاری به سبک سلجوقیان بر روی آن انجام شده‌است. این برج را می‌توان با بناهای عصر سامانی در بخارا مقایسه کرد و قدمت آن را بیش از قرن پنجم هجری نسبت داد.
ابوبکر دلف بن جحدر شبلی در برهه‌ای از زمان که دقیقاً مشخص نیست از طرف حاکم طبرستان به امارت دماوند منسوب شد. دوران صدارت او با بسط و گسترش عدالت و امنیت همراه بود و به همین دلیل پس از وفاتش در بغداد، مردم دماوند به پاس خدماتش این بنای یادبود را برپا داشتند.نمای این ساختمان یادآور شیوه رازی در معماری است.

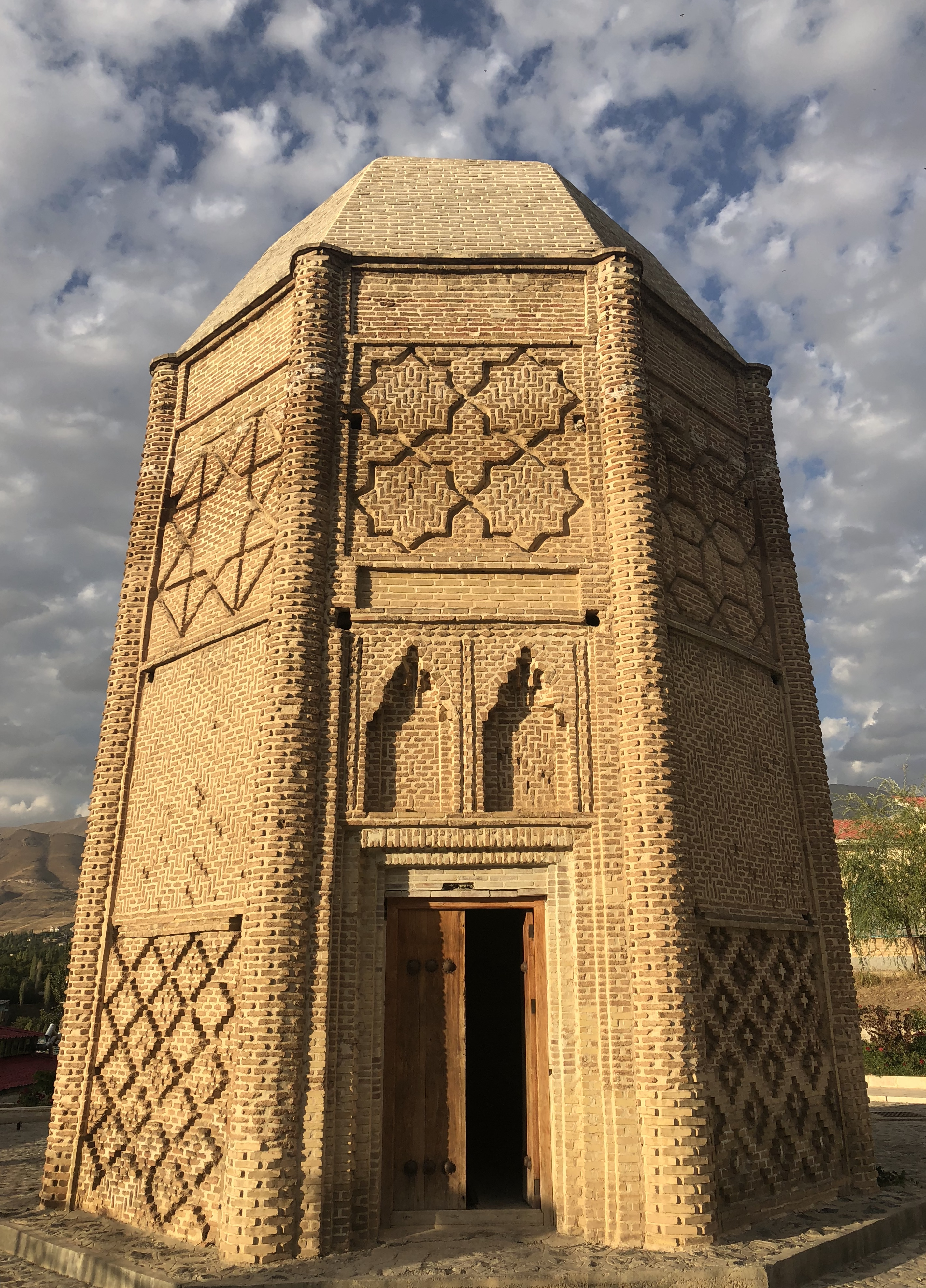